# هيدكي نوميياما
هيدًكي نوميياما (باليابانية: 野見山 秀樹) (28 أبريل 1975 في كاغوشيما في اليابان – )؛ هو لاعب كرة قدم ياباني سابق كان يلعب كلاعب وسط.

## وصلات خارجية
- هيدكي نوميياما على موقع رابطة كرة القدم اليابانية للمحترفين (اليابانية)
- هيدكي نوميياما على موقع عالم كرة القدم.نت (الإنجليزية)